# Cantó de Cunlhat
El cantó de Cunlhat és un cantó francès del departament del Puèi Domat, situat al districte d'Embèrt. Té 4 municipis i el cap és Cunlhat.

## Municipis
- Auzelles
- Brousse
- La Chapelle-Agnon
- Cunlhat

## Història
| Data d'elecció                           | Identitat        | Partit        | Qualitat |
| ---------------------------------------- | ---------------- | ------------- | -------- |
| 1961-1967                                | M. Chautard      | SFIO          |          |
| 1967-1979                                | M. Laroye        | Divers droite |          |
| 1979-1992                                | Henri Rigal      | PS            |          |
| 1992-1998                                | Jacques Martin   | UDF           |          |
| 1998-2004                                | Henri Rigal      | PS            |          |
| 2004-2011                                | Gilbert Bonnefoy | PS            |          |
| 2011-                                    | Ludovic Lucot    | PCF           |          |
| les dades anteriors no són pas conegudes |                  |               |          |
|                                          |                  |               |          |

## Demografia
| 1962  | 1968  | 1975  | 1982  | 1990  | 1999  | 2007  |
| ----- | ----- | ----- | ----- | ----- | ----- | ----- |
| 2.696 | 2.953 | 2.758 | 2.578 | 2.463 | 2.424 | 2.421 |